# Munoboke
Munoboke är ett vattendrag i Burundi.   Det ligger i provinsen Bururi, i den sydvästra delen av landet, 60 km sydost om huvudstaden Bujumbura.
Omgivningarna runt Munoboke är en mosaik av jordbruksmark och naturlig växtlighet. Runt Munoboke är det ganska tätbefolkat, med 166 invånare per kvadratkilometer.